# Palmorchis deceptorius
Palmorchis deceptorius är en orkidéart som beskrevs av Veyret och Dariusz Lucjan Szlachetko. Palmorchis deceptorius ingår i släktet Palmorchis och familjen orkidéer.
Artens utbredningsområde är Colombia. Inga underarter finns listade i Catalogue of Life.